# Kalki 2898 AD
Kalki 2898 AD é um filme de ficção científica distópico épico da Índia, escrito e dirigido por Nag Ashwin e produzido pela Vyjayanthi Movies. É estrelado por Kamal Haasan, Prabhas, Amitabh Bachchan, Deepika Padukone e Disha Patani. Este filme é a primeira parte do planejado Kalki Cinematic Universe e é inspirado nas escrituras hindus. Situado em um mundo pós-apocalíptico no ano de 2898 d.C., o filme segue um grupo de pessoas que estão em uma missão para salvar a criança ainda não nascida, Kalki, e sua mãe, SUM-80.
O filme foi anunciado sob o título provisório Project K em fevereiro de 2020, coincidindo com o 50º aniversário da Vyjayanthi Movies. No entanto, a produção foi adiada por um ano devido à pandemia de COVID-19. As filmagens começaram em julho de 2021 em um cenário futurista na Ramoji Film City, em Hyderabad. Foi filmado simultaneamente em telugo e hindi. Kalki 2898 AD foi lançado nos cinemas em 27 de junho de 2024, nos formatos IMAX, 3D e outros formatos, recebendo críticas positivas dos críticos. Feito com um orçamento de produção de ₹600 crore (R$ 404 milhões), é o filme indiano mais caro já feito, tendo uma receita de aproximadamente ₹1100 crore (R$ 741 milhões).

## Elenco
- Amitabh Bachchan como Ashwatthama, filho do asceta e guerreiro Dronacharya e aliado dos Kauravas, que é punido com a maldição da imortalidade por tentar matar o nascituro Parakshit. Ele existe na Terra há quase seis mil anos.[6]

- Kamal Haasan como Supremo Yaskin, um rei-deus totalitário.
- Prabhas desempenha um papel duplo
  - Bhairava, caçador
  - Karna, um antigo arqueiro e guerreiro do elemento solar aliado dos Kauravas.

- Deepika Padukone, como SUM-80, também conhecida como Sumathi, uma cobaia de laboratório grávida e a predita mãe de Kalki.

- Disha Patani como Roxie, namorada de Bhairava

- Saswata Chatterjee como Comandante Manas

- Brahmanandam como Rajan, o anfitrião da casa alugada por Bhairava.

- Shobana como Mariam, líder de Shambala

- Pasupathy como Veeran, um rebelde de Shambala

- Anna Ben como Kyra, uma rebelde de Shambala[7]

- Kavya Ramachandran como Lilly, uma rebelde de Shambala que se disfarça no Complexo

- Keerthy Suresh como BU-JZ-1 também conhecido como Bujji, andróide/veículo de inteligência artificial, amigo de Bhairava (voz de fundo)

### Aparições especiais
- Krishnakumar Balasubramania como o deus Krishna, uma encarnação de Vishnu, que nasceu durante a era Mahabharata para trazer paz ajudando os Pandavas. Ele atua como cocheiro e estrategista do Príncipe Arjuna.
- Vijay Deverakonda como Arjuna, o terceiro irmão da família Pandava e arqueiro excelente que se envolve em uma batalha com seu irmão mais velho, Karna.
- Mrunal Thakur como Divya, uma mulher que se acredita ser a mãe de Kalki.
- Dulquer Salmaan como 'O Piloto', guardião de Bhairava.
- Malvika Nair como Utari, princesa de Matsya, nora de Arjuna e mãe de Parakshit, o último herdeiro sobrevivente da Dinastia Kuru após a Guerra de Kurukshetra. Ela e seu bebê são atacados por uma flecha mágica de Ashwatthama após o fim da guerra.

## Recepção
Embora o Deccan Chronicle tenha mencionado críticas mistas e o WION tenha relatado que Kalki 2898 AD "não conseguiu impressionar" os críticos, o India Today comentou que as críticas foram positivas. No site agregador de resenhas Rotten Tomatoes, 83% das 35 resenhas dos críticos são positivas, com uma classificação média de 7,2/10.
Janani K do India Today deu 3,5/5 estrelas e escreveu "Como Baahubali, Kalki 2898 DC termina em um momento de angústia e abre caminho para um novo mundo cinematográfico. As participações especiais surpresa, embora vazadas pelo próprio Prabhas, foram momentos teatrais perfeitos." Goutam S de Pinkvilla deu 4/5 estrelas e escreveu "Se você é um amante de filmes de grande escala, narração épica, visuais incríveis, performances inovadoras e narrativa inacreditável, então certamente assista a este banquete de filme nas telas próximas a você." The Guardian deu uma classificação de 4 de 5 e citou que o filme é "épico de ficção científica maximalista que mistura Mahabharata com Mad Max". Collider em sua análise afirmou que "Kalki 2898 AD é um épico de ficção científica único que combina com sucesso elementos sobrenaturais com tecnologia de ponta", enquanto aprecia as atuações do elenco principal, especialmente Prabhas e Bachchan, e o roteiro de Nag Ashwin.
Saibal Chatterjee da NDTV deu 2,5/5 estrelas e escreveu "Ele recorre à simples montagem e execução para compensar o que falta em termos de escrita." Sangeetha Devi Dundoo do The Hindu escreveu "Apesar dessas deficiências, Kalki é uma nova e corajosa tentativa que merece grandes aplausos." Neeshita Nyayapathi do Hindustan Times escreveu "O filme distópico de Nag Ashwin pode não ser perfeito, mas é corajoso e intrigante o suficiente para ser assistido na tela."